# Hydrogamasellus nasutus
Hydrogamasellus nasutus är en spindeldjursart som beskrevs av Wolfgang Karg 1976. Hydrogamasellus nasutus ingår i släktet Hydrogamasellus och familjen Ologamasidae. Inga underarter finns listade i Catalogue of Life.